# Гестоз
Гестоз (лат. gestatio — носити, виношувати) — нездатність жіночого організму адаптуватися до вагітності. У розвинених країнах гестоз представляє основну причину материнської смертності. Перинатальна смертність при гестозі перевищує середні показники в 5 – 7 разів. Частота гестозу серед усіх вагітностей коливається в межах 5 – 20 %. Гестоз є загальною назвою і вторинним захворюванням, причина якого – плідне яйце. Існує ряд теорій розвитку гестозу, кожна з яких пояснює тільки частину симптомів. Проблема етіології гестозу досі відкрита.

## Історія
Тривалий час цю патологію називали «пізнім токсикозом вагітних». В цілях уніфікації у 1980 р. термін «токсикоз» був змінений на «гестоз», оскільки цей термін виражає зв’язок між етіологією і вагітністю.

## Етіологія
Остаточно причина і досі не вияснена. Ряд теорій намагалися пояснити виникнення гестозу, такі як нейрогенна, гормональна, ниркова, але жодна з них так і не пояснила усіх симптомів. 
Провідне місце в етіології гестозу посідає ЦНС (за І. Ф. Жорданіа). Вагітність спричиняє в жіночому організмі ряд змін, в тому числі – кори головного мозку, провідних шляхів (нейронів) і периферичних органів (або систем), ці ланки ЦНС фізіологічно адаптуються до вагітності. Але коли порушується функція хоча б однієї із ланок, реакція організму стає патологічною, що призводить до гестозу. 
До причин, які можуть порушувати функції ланок ЦНС (кора головного мозку, провідні шляхи, периферичні органи), належать:
1. Різні патологічні процеси, що впливають на кору головного мозку (перевтома, депресія, стрес, тяжкі психологічні травми або шок);
2. Патологічні процеси, що порушують провідні шляхи (порушення гормонального фону будь-якої з ендокринних залоз, а особливо гіпофіза);
3. Патологічні процеси, що уражають периферичні органи (вроджені вади, набуті хвороби, перенесені операції та ін.).

Іншою провідною теорією є імунологічна, в основі якої недостатнє розпізнання імунною системою вагітної антигенів плода. При цьому порушується бар'єрна функція плаценти і знижується продукція супресорних факторів (Т-супресори, які блокують антитіла). Недостатність супресорних факторів призводить до розвитку імунноклітинних та імунокомплексних реакцій; імунні комплекси з'являються не тільки у кровоносних судинах вагітної, а й у судинах плаценти.

## Патогенез
Генералізований спазм судин, що проявляється гіпертензією, відбувається через пошкодження ендотелію (яке підтверджується підвищенням в крові рівня фібронектину - глікопротеїну субендотеліального походження). При пошкодженні ендотелін викидається в кров, що спазмує судини, в тому числі ниркові артерії, і активує систему ренін - ангіотензин - альдостерон, а також викид адреналіну і норадреналіну і зниження порогу чутливості до них. Одночасно знижується синтез вазодилататорів.
За рахунок вазоспазму, гіпоксії, зменшення антикоагулянтних властивостей крові розвивається гіперкоагуляція і ДВС. Також порушується мікроциркуляція, збільшується проникність мікросудинних русел, пропотівання плазми в інтерстицій (що призводить до набряків при зниженні ОЦК).

## Лікування
Лікування гестозу проводиться в стаціонарі. Цілями лікування є зниження артеріального тиску, поліпшення мікроциркуляції, запобігання судомам. Для цього використовується інфузійна терапія (при легкому ступені тяжкості гестозу - 400-800 мл розчину кристалоїдів на добу, при середній - 1400 мл на добу, важкі форми і еклампсія - 2000- 2500 мл на добу). Антигіпертензивна і протисудомна терапія при еклампсії.